# República (Transnistria)
República (Ruso: Республика) es un partido político fuertemente nacionalista de la República de Transnistria, un estado de Europa Oriental no reconocido por la comunidad internacional. Fue fundado el 2 de septiembre de 1990 y su líder es Igor Smirnov.
Aunque ha sido el único que gobernó el país y durante mucho tiempo fue el mayoritario en el parlamento, en las elecciones legislativas celebradas el 11 de diciembre de 2005, consiguió solo 11 de los 43 escaños disponibles, convirtiéndose por primera vez en minoría.